# Daihatsu Taft (LA900)
Daihatsu Taft (LA900) (яп. ダイハツ・タフト, хепбёрн Daihatsu Tafuto) — кей-кар производства японской компании Daihatsu. Основанный на платформе Daihatsu New Global Architecture (DNGA), автомобиль пришёл на смену Cast Activa и Sport. Впервые автомобиль был представлен в январе 2020 года на Токийском автосалоне, а продажи начались в июне того же года.

## Описание
Daihatsu Taft (LA900) разработан на базе концепт-кара WakuWaku, представленного в 2019 году на Токийском автосалоне. По словам Daihatsu, WakuWaku разработан как универсальная комбинация кроссовера и автомобиля для отдыха. Концепт имеет четыре сидения, с двумя откидными задними сиденьями, скрытыми задними дверями и багажником, расположенным на крыше автомобиля за люком.
Три другие концептуальные модели, представленные параллельно с WakuWaku — грузовой автомобиль TsumuTsumu, минивэн WaiWai и беспилотный автомобиль IcoIco.

Индексом Taft ранее обозначались мини-внедорожники серии F10 и компактные внедорожники Rugger, которые продавались в Индонезии под названием Taft (F70). Название Taft для модели LA900 является аббревиатурой от Tough & Almighty Fun Tool (Tough & Almighty Fun Tool).
- Daihatsu WakuWaku
- Вид сзади

## Галерея
- 2021 Taft G (LA900S)
- 2020 Taft G с хромированными деталями (LA900S)
- Вид сзади
- Интерьер

## Продажи
| Год  | Япония |
| ---- | ------ |
| 2020 | 42,942 |
| 2021 | 62,278 |
| 2022 | 56,861 |
| 2023 | 59,330 |
| 2024 | 38,204 |